# Norway, Maine
Norway är en kommun (town) i Oxford County, Maine, USA. Befolkningen uppgick vid folkräkningen år 2000 till 4,611. Ett sommarsemesterområde ligger vid Lake Pennesseewassee (uttalas "pen-uh-see-WAH-see"), Norway inkluderar även byn Norway.

## Historia
Kommunen kallades först Rustfield efter Henry Rust från Salem, Massachusetts, en stor godsägare. Den bosattes efter 1786 av Joseph Stevens, följt av George Leslie, Amos Hobbs, Jeremiah Hobbs, Jonas Stevens och Nathaniel Stevens, tillsammans med familjer Gray. Många som flyttade hit hade varit soldater i det amerikanska revolutionskriget, bland annat Phineas Whitney, som slogs i Slaget vid Bunker Hill. Bland annat byggdes ett sågverk 1789, och 1796 byggdes den första väget. Rustfield Plantation blev den 9 mars 1797 Norway. Orten hade ansökt hos Massachusetts General Court om att få heta Norage, men varför det blev Norway vet ingen. En brand förstörde mycket 1843.

## Berömdheter
- Marshall Kirk, släktforskare och författare
- George Lorenzo Noyes, naturhistoriker, författare och konstnär
- Donald B. Partridge, kongressledamot
- Artemus Ward, humoristisk författare
- C.A. Stephens, författare
- Patrick L. Cazneau, presidentkandidat 2004